# Israel Tsvaygenbaum
Israël Tsvaygenbaum (russe : Исраил Иосифович Цвайгенбаум) (1er février 1961, Derbent) est un peintre russo-américain.
Ses œuvres ont été exposées en Russie et aux États-Unis. Un certain nombre de ses tableaux sont au musée des Arts d'imitation, à Derbent. D'autres sont dans des collections privées de neuf pays, dont l'Autriche, la Bulgarie, le Royaume-Uni, la France, les Pays-Bas, Israël, la Russie et les États-Unis.

## Biographie
Tsvaygenbaum est né à Derbent, ville la plus ancienne de l'actuelle fédération de Russie, sur les contreforts du Caucase, et dont la population est majoritairement musulmane, qui comprend aussi des familles juives. Les parents de Tsvaygenbaum sont juifs. Son père, né à Będzin, Pologne, a fui en Union soviétique pendant la Seconde Guerre mondiale. Sa mère, une Juive des montagnes, est née en Union soviétique. Les tableaux de Tsvaygenbaum reflètent la culture et la dynamique de la vie de la région où il a grandi.
Le journal russe Derbentskie Izvestia (Дербентские известия) a écrit au sujet de ses tableaux :

« Le thème de la solitude et de la mélancolie domine la plupart de ses tableaux, comme dans Nostalgie, Solitaire, Les Hommes cloués et d'autres. Ce thème s'inspire d'images venant du père de l'artiste, qui était originaire de Pologne. En 1939, à l'âge de 29 ans, il a fui la Pologne pour échapper à la « peste brune » [aux nazis]. La famille de son père est morte en camp de concentration. La composition des tableaux révèle tristesse et mélancolie. »

Une autre citation du journal note :

« La palette des couleurs dans les tableaux est modérée et feutrée. C'est une palette d'automne où l'or des bouleaux est en harmonie avec le cuivre des feuilles du chêne. La pourpre de l'érable s'harmonise avec la couleur sombre des branches nues. »

De 1976 à 1980, Tsvaygenbaum a étudié l'art à Izberbach Collège, une université à Izberbach, au Daghestan, en Russie. En 1991, il a terminé sa maîtrise en beaux-arts à l'université d'État du Kouban, à Krasnodar, en Russie. Tsvaygenbaum a fondé Coloriage, une association d'artistes, à Derbent en 1986. Il y a eu des expositions consacrées Coloriage à Derbent et au musée des Beaux-Arts à Makhatchkala, au Daghestan, en Russie,,.
Les deux dernières expositions en Russie consacrées à Tsvaygenbaum ont eu lieu en novembre 1993 et avril 1994 ; elles ont eu lieu à Moscou, la première au musée de l'Est, et la seconde, Rhapsodie juive, à la maison centrale des artistes sur Krymsky Val,,, Rhapsodie juive était dédiée à son père.
En juillet 1994, Israël Tsvaygenbaum et sa famille ont quitté la Russie parce qu'il était devenu très dangereux pour eux de continuer à vivre dans la république du Daguestan. Actuellement, il réside à Albany dans l'État de New York. Aux États-Unis Tsvaygenbaum a continué à peindre des tableaux à l'huile sur toile. Ses tableaux continuent à dépeindre à la fois un thème universel et un juif, mais sa palette est passée des tons bruns aux tons jaunes.
Le 25 décembre 2016 en Europe et Israël, et le 15 janvier 2017 aux États-Unis, l'émission In New York with Victor Topaller du poste RTVi a diffusé une entrevue avec Israel Tsvaygenbaum, dans laquelle l'artiste a parlé de son art, sa vie, et le gens intéressants qu'il a rencontrés dans sa vie.
En 2016, Tsvaygenbaum était l'auteur invité du livre «Il y avait une telle ville. Derbent». Le livre a été publié en russe. Il a inclus des histoires courtes de son enfance dans sa ville natale de Derbent.
En 2018, Tsvaygenbaum était l'auteur invité d'un autre livre «Fier, heureux et reconnaissant d'être juif». Il a été publié aux États-Unis en anglais. Ses nouvelles dans le livre étaient intitulées «Mémoire: le judaïsme dans ma vie».
En 2023, Tsvaygenbaum a publié aux États-Unis en anglais ses mémoires "Ma mémoire secrète" (anglais : "My Secret Memory"). Les mémoires de l'artiste sont basées sur ses souvenirs et expériences qui ont inspiré certaines de ses œuvres d'art. Il donne au lecteur une fenêtre sur la vie de l'artiste et la vie de ceux qui étaient importants pour Tsvaygenbaum et qui ont eu un impact sur sa vie. Le livre présente 35 œuvres de l'artiste,.

## La signature de l'artiste
Tsvaygenbaum signe ses tableaux de son prénom en hébreu : ישראל, ou dans une version abrégée de l'hébreu : יש excepté dans les tableaux Garçon conduisant l'ange aveugle (1997) et Fleur (1998) où il a signé en anglais Tsvaygenbaum. Son nom est écrit dans le coin, à gauche ou à droite. Il écrit le titre des tableaux au dos de la toile. (Les titres de ses tableaux antérieurs sont écrits en russe et ceux produits après avoir émigré aux États-Unis en 1994, sont rédigés en anglais.)

## Coopération avec d'autres artistes

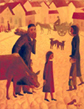
Gens de Derbent (1999)

En 2001, à Albany, dans l'État de New York, Tsvaygenbaum a commencé sa collaboration avec la danseuse Judy Trupin. Trupin a créé des œuvres dansées inspirées de neuf des tableaux de Tsvaygenbaum. Ces œuvres constituent la base du spectacle Mondes à nos yeux. En 2002 dans le journal Record est paru un article notant : « Les tableaux de Tsvaygenbaum et le spectacle de Trupin sont censées refléter des souvenirs de la vie juive en Europe de l'Est et la Russie tout en abordant des thèmes universels… Tsvaygenbaum a dédié Mondes à nos yeux aux habitants de Derbent, sa ville natale. Son tableau, Gens de Derbent est l'un des neuf tableaux qui a inspiré Trupin. »
Le journal Daily Gazette a noté : « En utilisant un mélange de danse, d'histoires originales, de la musique du monde et de diapositives, Trupin a interprété neuf des tableaux de Tsvaygenbaum. »
Mondes à nos yeux a fait une tournée dans plusieurs villes de l'État de New York.

## Portrait

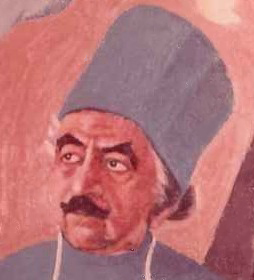
Fragment du portrait du Dr Ilizarov 1988

Les tableaux de Tsvaygenbaum ont habituellement des thèmes figuratifs ou sur des natures mortes, mais il a fait plusieurs portraits. L'un était un portrait du chirurgien orthopédiste, Gavriil Abramovitch Ilizarov. En 1987 Tsvaygenbaum est allé en avion à Kourgan, en Russie, où il a passé six jours en compagnie du Dr Ilizarov à faire des croquis de lui. Il a fait des croquis dans la cabinet du Dr. Ilizarov. Plus tard, en 1988, Tsvaygenbaum a écrit dans le journal russe Znamya Kommunizma (en russe : Знамя Коммунизма) :

« … Le premier jour, le docteur Ilizarov a été très mal à l'aise. Puis il s'est habitué à me voir faire croquis de lui. Plus tard dans la journée, il était tellement concentré sur son travail, il est devenu plus à l'aise en ma présence. Pendant ces minutes, j'ai fait de mon mieux croquis. j'étais plus calme quand il n'a pas remarqué que je dessinais son visage. »

Le portrait du Dr Ilizarov a été exposé une fois dans une exposition au musée des Arts d'imitation à Derbent. Plus tard, Tsvaygenbaum a fait cadeau du portrait au Dr Ilizarov. Tsvaygenbaum aussi peint le portrait des acteurs du théâtre Mouton juif.

## Famille
Tsvaygenbaum est marié à Catherine Tsvaygenbaum, fille de l'historien russe Yagutil Mishiev. Ils ont trois filles.

## Galerie

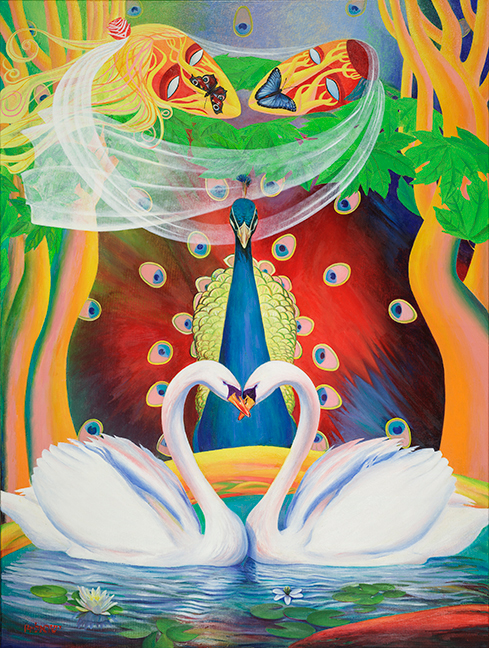
Enveloppé d'amour (2014).
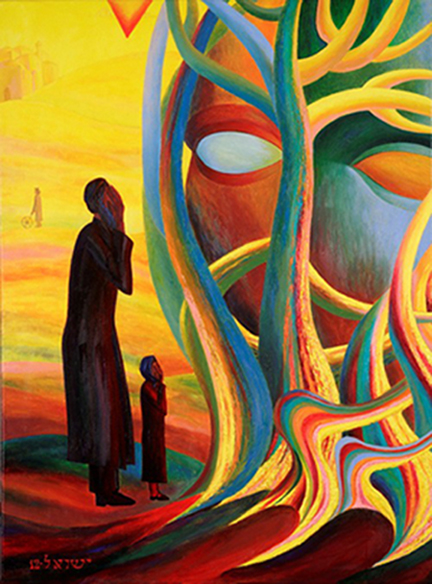
Prières à l'Arbre de Vie (2012).
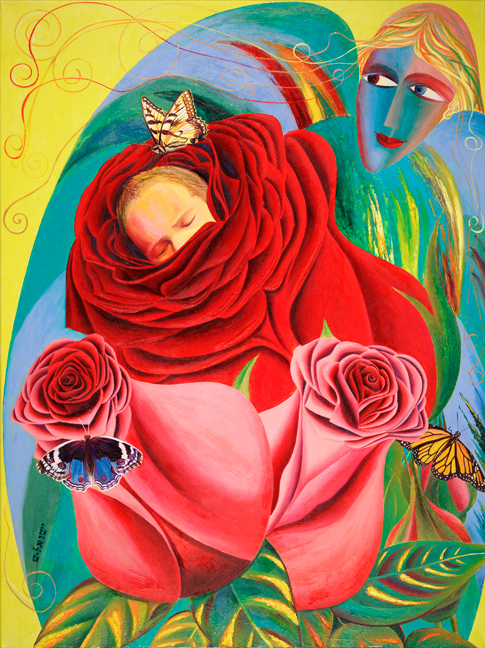
L'Ange des roses (2012).
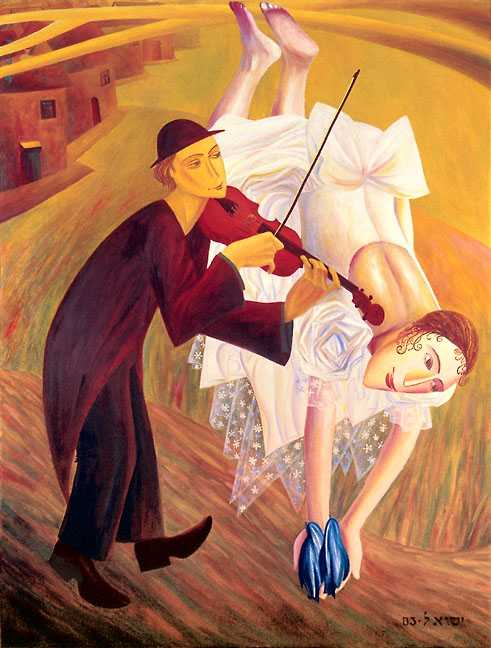
Mélodies invoquées (2003).
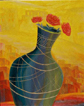
Roses (2002).
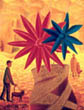
La Jarre d'or (2001).
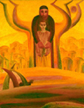
Abraham et Isaac (2001).
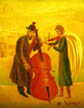
Duo (2000).
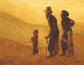
La Façon dont (1997).
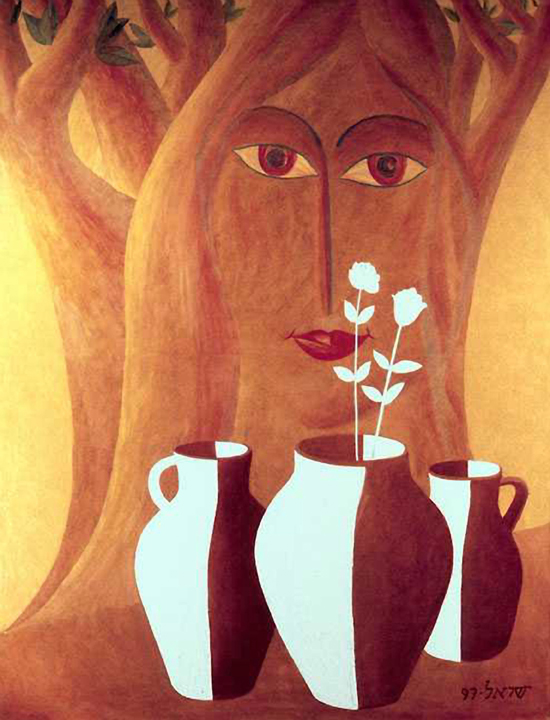
Deux vies (1997).
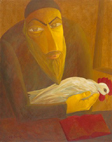
Le cho'het avec coq (1997).
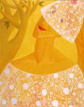
Une mariée I (1997).
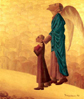
Le Garçon conduisant un ange aveugle (1997).
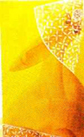
Une mariée (1993).
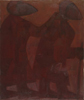
Les Aveugles (1992).
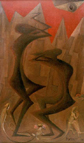
La Danse de pénitence (1992).
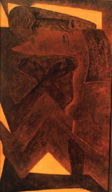
Personas clavadas (1991).